# Чикаши Масуда
Чикаши Масуда (јап. 増田 誓志; 19. јун 1985) јапански је фудбалер.

## Каријера
Током каријере играо је за Кашима Антлерс, Омија Ардија, Шимицу С-Пулс и многе друге клубове.

## Репрезентација
За репрезентацију Јапана дебитовао је 2012. године.

## Статистика
| Јапан  | Јапан | Јапан |
| Год.   | Ута.  | Гол.  |
| ------ | ----- | ----- |
| 2012   | 1     | 0     |
| Укупно | 1     | 0     |